# Salcburské knížecí arcibiskupství
Salcburské knížecí arcibiskupství, též zvané jako Solnohradské knížecí arcibiskupství (německy Fürsterzbistum Salzburg nebo Erzstift Salzburg), byl církevní politický útvar řízený salcburskými knížaty-arcibiskupy.

## Historie
Vznik biskupství sahá až do roku 739. Na arcibiskupství bylo zanedlouho povýšeno roku 798 a bylo součástí tehdejší Franské říše. Na rozdíl od větší a dodnes existující salcburské arcidiecéze šlo o území, na kterých arcibiskup vykonával nejen duchovní, ale i světskou moc.
Arcibiskupství solnohradské zaniklo sekularizací v letech 1802 až 1803 a na jeho území vzniklo Kurfiřtství solnohradské, to však netrvalo déle než dva roky a vystřídalo jej vévodství.

## Panovníci knížectví

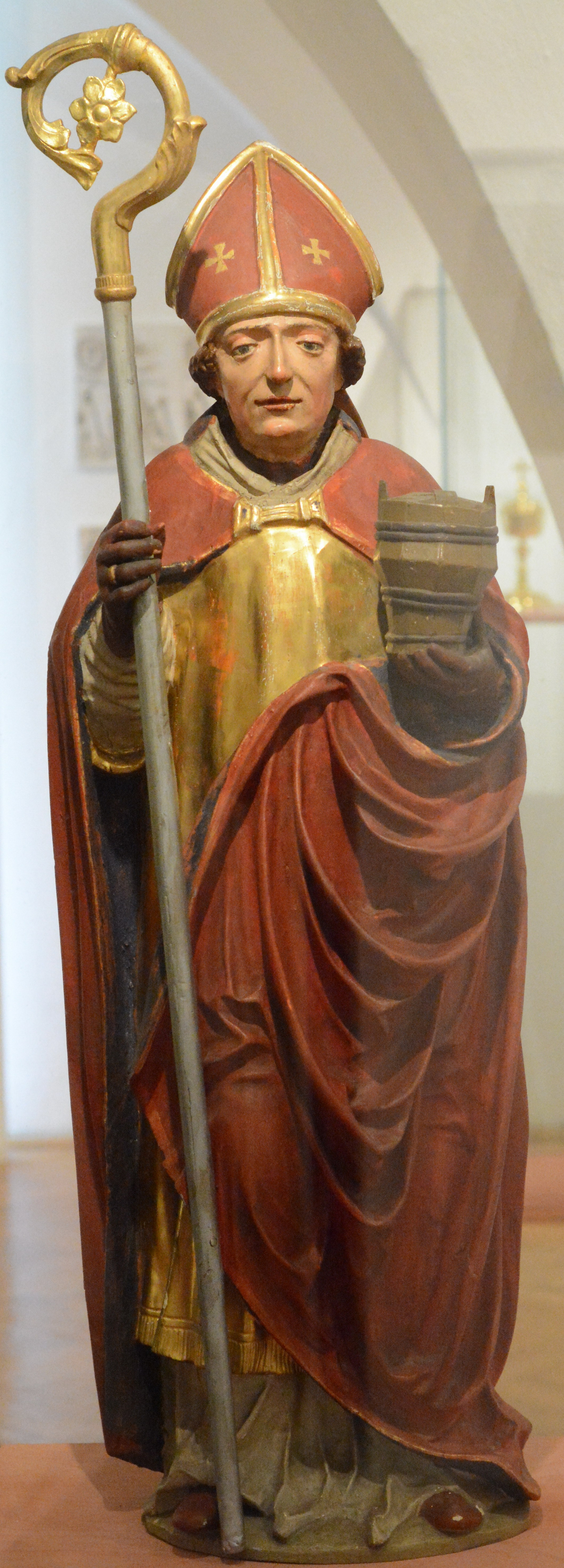
Rupert Salcburský, první panovník salcburské diecéze

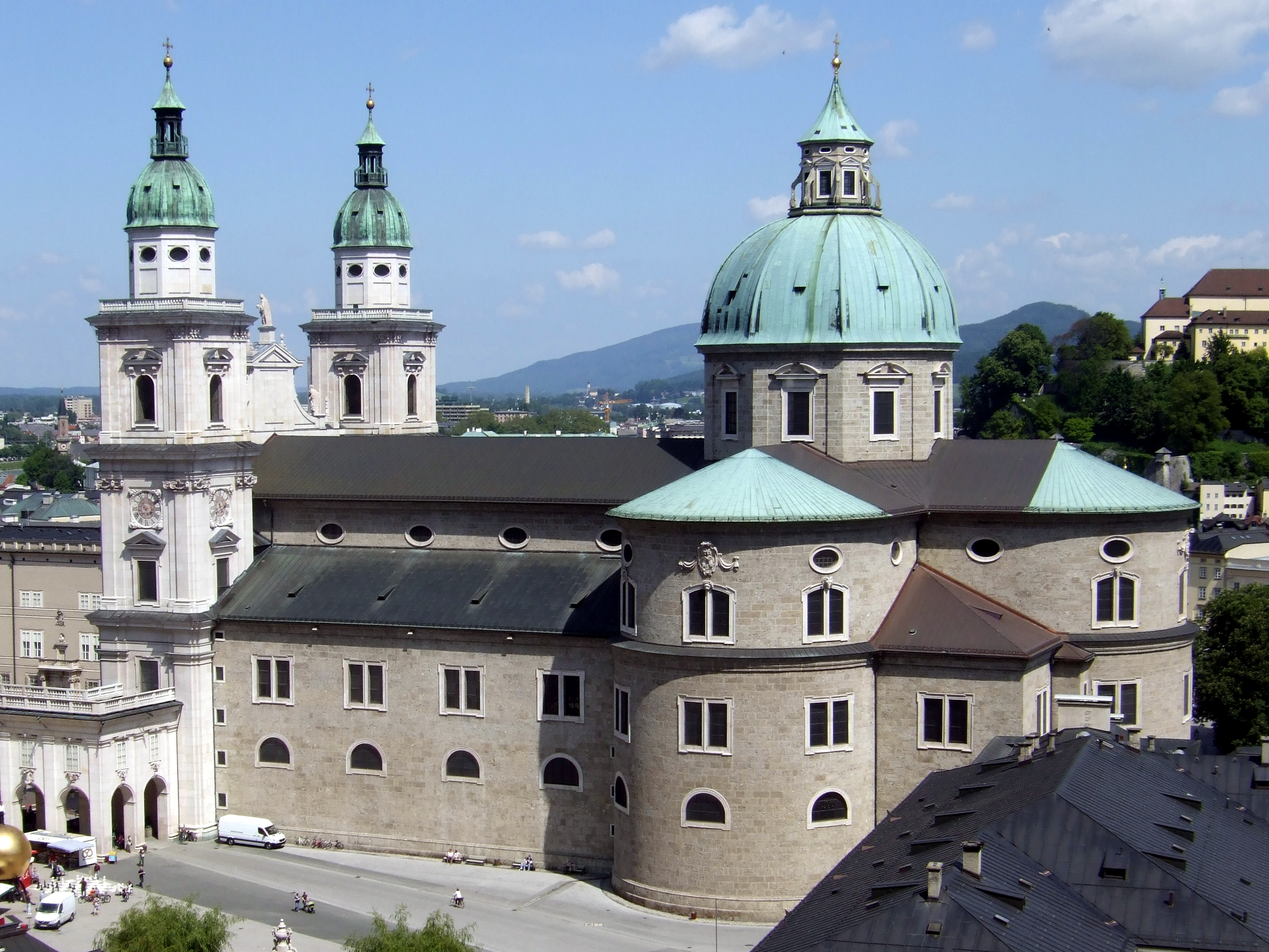
Salcburská katedrála svatých Ruperta a Virgila

| Jméno                                                     | Doba vlády        |
| Biskupové-opati kláštera sv. Petra v Salcburku            |                   |
| Sv. Rupert (biskup-opat salcburský, také biskup wormský)  | 696–716/18        |
| Vitalis (biskup-opat salcburský)                          | 718–727(?)        |
| Flobrigis (lat. Flobargisus, biskup-opat salcburský)      | asi 730 – asi 737 |
| Jan I. (první biskup nové diecéze Salcburk)               | 739–745           |
| Sv. Virgil                                                | 745–784           |
| (Beretricus)                                              | 784–785           |
| Arcibiskupové                                             |                   |
| Arn (od roku 798 první arcibiskup salcburský)             | 785–821           |
| Adalram                                                   | 821–836           |
| Liupram                                                   | 836–859           |
| Adalwin                                                   | 859–873           |
| Vojtěch I. Salcburský (Adalbert)                          | 873-874           |
| Theotmar (Dietmar I./Dětmar)                              | 874–907           |
| Pilgrim I.                                                | 907–923           |
| Vojtěch II. Salcburský (Adalbert/Odalbert)                | 923–935           |
| Egilolf                                                   | 935–939           |
| Herold Salcburský                                         | 939–955           |
| Fridrich I. Salcburský                                    | 958–991           |
| Hartvík Salcburský (Hartwig)                              | 991–1023          |
| Gunther Míšeňský                                          | 1023–1025         |
| Dětmar II. Salcburský                                     | 1025–1041         |
| Baldwin Salcburský                                        | 1041–1060         |
| Gebhard Salcburský                                        | 1060–1088         |
| Berthold von Moosburg – císařský protikandidát            | 1085–1106         |
| Thiemo Salcburský                                         | 1090–1098         |
| Konrád I. z Abensbergu                                    | 1106–1147         |
| Eberhard I. z Biburgu                                     | 1147–1164         |
| Konrád II. Babenberský                                    | 1164–1168         |
| Vojtěch III. Salcburský                                   | 1168–1177         |
| Jindřich z Berchtesgadenu – císařský protikandidát        | 1174–1177         |
| Konrád III. z Wittelsbachu                                | 1177–1183         |
| Vojtěch III. Salcburský (podruhé)                         | 1183–1200         |
| Eberhard II. von Regensberg                               | 1200–1246         |
| Burkhart I. z Ziegenhainu                                 | 1247              |
| Filip ze Sponnheimu (administrátor, "zvolený arcibiskup") | 1247–1257         |
| Oldřich Sekavský                                          | 1257–1265         |
| Vladislav Slezský                                         | 1265–1270         |
| Fridrich II. z Walchenu                                   | 1270–1284         |
| Rudolf I. z Hohenecku                                     | 1284–1290         |
| Konrád IV. z Fohnsdorfu                                   | 1291–1312         |
| Weichart z Polheimu                                       | 1312–1315         |
| Fridrich III. Libnický                                    | 1315–1338         |
| Knížata-arcibiskupové                                     | 1328-1803         |
| Jindřich z Pirnbrunnu                                     | 1338–1343         |
| Ortolf z Weissenecku                                      | 1343–1365         |
| Pelhřim II. z Puchheimu                                   | 1365–1396         |
| Řehoř Schenk z Osterwitz                                  | 1396–1403         |
| Eberhard III. z Neuhausu                                  | 1403–1427         |
| Berthold z Wehingenu – protiarcibiskup                    | 1403–1406         |
| Eberhard IV. ze Starhembergu                              | 1427–1429         |
| Jan II. z Reisbergu                                       | 1429–1441         |
| Fridrich IV. Truchsess z Emmerbergu                       | 1441–1452         |
| Zikmund I. z Volkersdorfu                                 | 1452–1461         |
| Purkart II. z Weisspriachu                                | 1461–1466         |
| Bernhard z Rohru                                          | 1466–1482         |
| Jan III. Beckenschlager                                   | 1482–1489         |
| Fridrich V. ze Schaunbergu                                | 1489–1494         |
| Zikmund II. z Holleneggu                                  | 1494–1495         |
| Leonhard z Keutschachu                                    | 1495–1519         |
| Matyáš Lang z Wellenburgu                                 | 1519–1540         |
| Arnošt Bavorský (administrátor)                           | 1540–1554         |
| Michael z Kuenburgu                                       | 1554–1560         |
| Jan Jakub z Kuen-Belasy                                   | 1560–1586         |
| Jiří z Kuenburgu                                          | 1586–1587         |
| Wolf Dietrich von Raitenau                                | 1587–1612         |
| Markus Sittikus z Hohenemsu                               | 1612–1619         |
| Paris Lodron                                              | 1619–1653         |
| Guidobald z Thun-Hohenštejna                              | 1654–1668         |
| Max Gandolf z Kuenburgu                                   | 1668–1687         |
| Jan Arnošt z Thun-Hohenštejna                             | 1687–1709         |
| František Antonín z Harrachu                              | 1709–1727         |
| Leopold Antonín z Firmianu                                | 1727–1744         |
| Jakub Arnošt z Lichtenštejna-Kastelkornu                  | 1745–1747         |
| Ondřej Jakub z Ditrichštejna                              | 1747–1753         |
| Zikmund Kryštof ze Schrattenbachu                         | 1753–1771         |
| Jeroným z Colloreda-Waldsee                               | 1772–1812         |